# Ptilophorus rufomarginata
Ptilophorus rufomarginata is een keversoort uit de familie waaierkevers (Rhipiphoridae). De wetenschappelijke naam van de soort is voor het eerst geldig gepubliceerd in 1945 door Pic.